# Donington on Bain
Donington on Bain – wieś w Anglii, w hrabstwie Lincolnshire, w dystrykcie East Lindsey. Leży 29 km na wschód od Lincoln i 203 km na północ od Londynu.